# Lolei
Lolei (in lingua khmer:ប្រាសាទលលៃ) è il tempio più a settentrione del gruppo di Roluos, in Cambogia. Si tratta di un gruppo di tre templi induisti maggiori risalenti al tardo IX secolo, di cui fanno parte anche Preah Ko e Bakong.
Lolei fu l'ultimo ad essere costruito, come parte della città capitale di Hariharalaya.

## Storia e significati
Nell'893 d.C. il Re Khmer Yasovarman I terminò la costruzione delle quattro torri del tempio, su un'isola artificiale al centro del baray Indratataka già creata da suo padre Indravarman I, e le dedicò a quattro suoi avi (suo padre, sua madre ed i nonni di parte materna), o più propriamente alle divinità tutelari ad essi collegate nel culto shivaita del deva-raja (ad es. il padre è citato come Indravarmeśvara).
Il nome Lolei si pensa sia una corruzione moderna dell'antico Hariharalaya, "Città di Harihara". Gli studiosi ritengono che edificare il tempio su un'isola in mezzo al lago (attualmente prosciugato e occupato da risaie) serva a identificarlo simbolicamente con il Monte Meru, casa degli Dei, che nella mitologià induista è circondato dall'Oceano.

## Descrizione del tempio

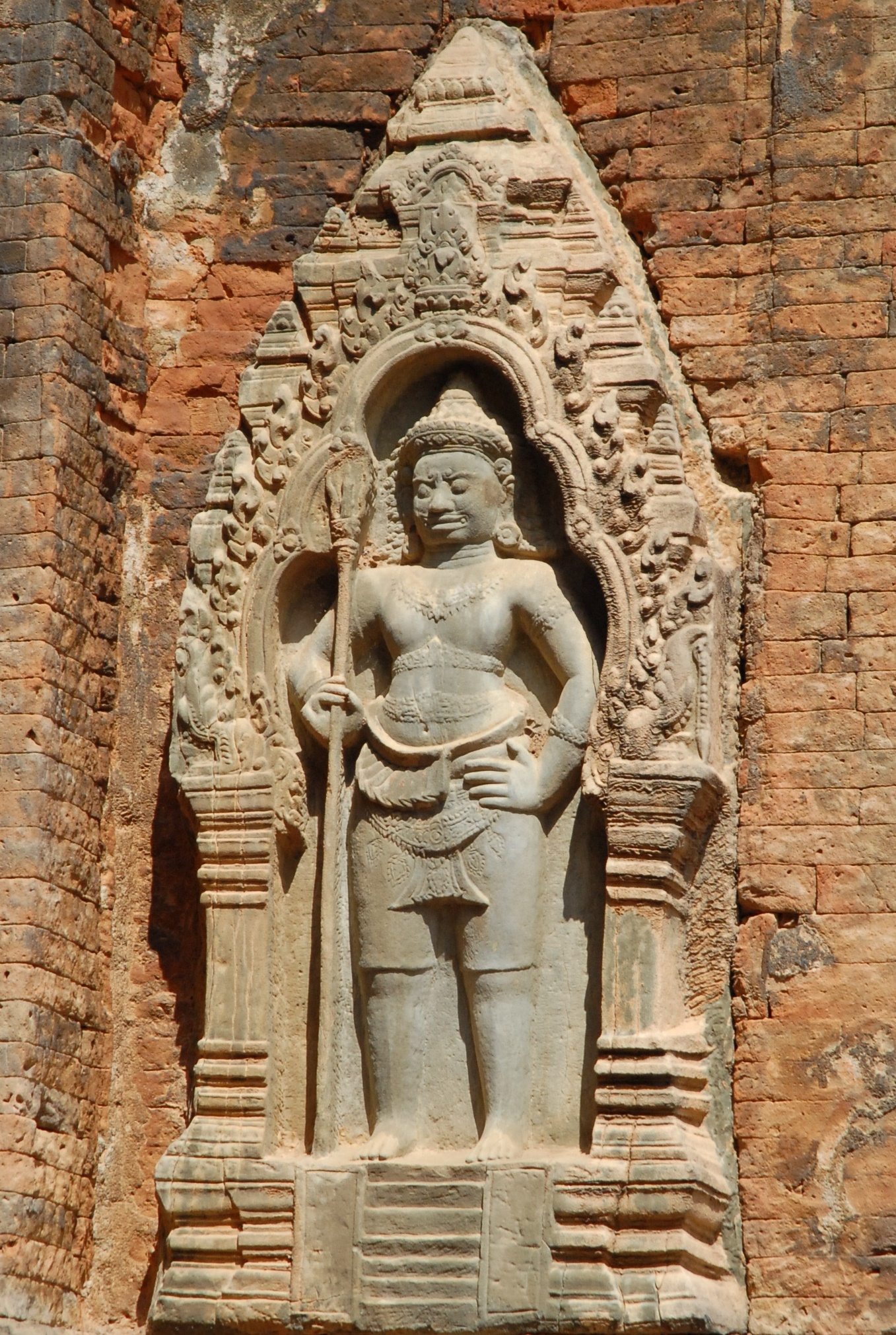
Lolei - Scultura in arenaria di un dvarapala con zanne acuminate che, armato di un tridente, sta a guardia di un ingresso ad arco. All'altezza dei suoi gomiti spuntano le facce di due makara.

Lolei consiste di quattro torri in mattoni raggruppati su una terrazza a due livelli con mura di contenimento in laterite. La terrazza interna che ospita le torri misura 90 m per 80 m. In origine erano racchiuse da un muro esterno con quattro gopura, corrispondenti ai punti cardinali. L'asimmetria della collocazione delle torri rispetto all'asse nord-sud ha fatto ritenere che il progetto originale prevedesse sei torri disposte in due file, come nel Preah Ko, malgrado la stele di fondazione parli solo di quattro torri.
Attualmente si entra da est, ma le iscrizioni sui pilastri degli ingressi est alle torri parlando di un ingresso principale da nord di cui non resta traccia, forse per la strada rialzata costruita da Yasovarman I dall'angolo nord-est del baray Indratataka verso la nuova capitale Yasodharapura.
Attualmente presso il tempio si trova un monastero buddista con varie pagode sparse, mentre nel IX secolo c'era un ashram, uno dei circa cento costruiti da Yasovarman.
Il tempio, pur in cattive condizioni, è conosciuto per i suoi elementi decorativi: le porte cieche, gli architravi, finemente scolpiti in stile Preah Ko, i devata e i dvarapala in arenaria che fiancheggiano gli ingressi, sia quelli veri che quelli ciechi. Tra i motivi iconografici rappresentati sugli architravi e nelle altre decorazioni scolpite in arenaria vi sono il Dio del Cielo Indra, che cavalca l'elefante Airavata, Visnù in sella a Garuḍa che stringe dei serpenti, mostri acquatici a guisa di serpente chiamati makara e nāga dalle molte teste.